# Dağdibi (Pozantı)
Dağdibi ist ein Ortsteil (Mahalle) im Landkreis Pozantı der türkischen Provinz Adana mit 640 Einwohnern (Stand: Ende 2024). Im Jahr 2011 zählte der Ort 572 Einwohner.
Das Dorf wurde umbenannt. In einer Quelle aus dem Jahr 1928 und bei einer Volkszählung von 1955 lautete der Ortsname Perakendesolaklı.